# Pistolet Walther P99

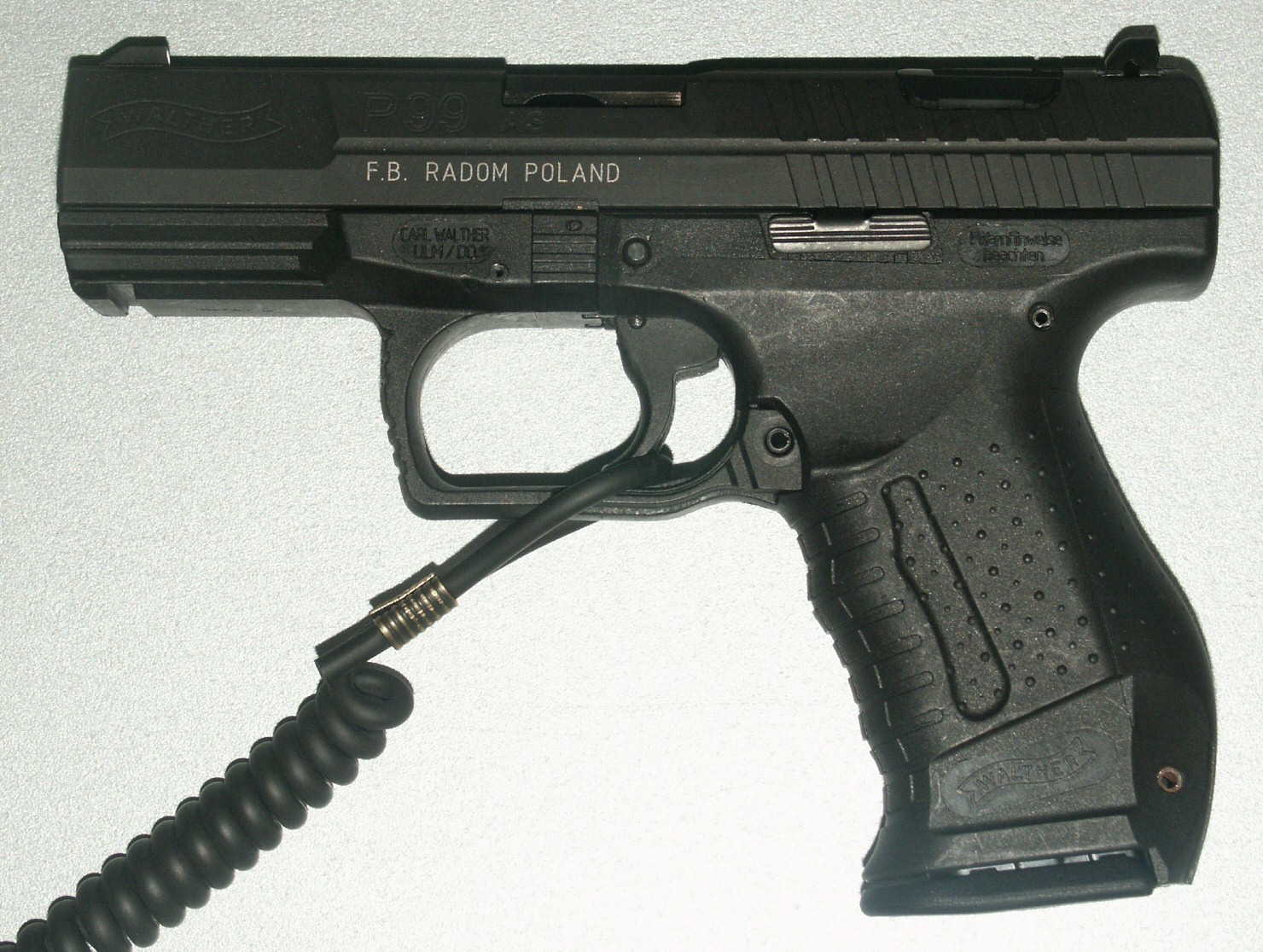
Walther P99AS produkcji FB Łucznik

Walther P99 – niemiecki pistolet samopowtarzalny firmy Walther oraz UMAREX GmbH (wersja GAS-SIGNAL), produkowany również na licencji w Polsce przez Fabrykę Broni „Łucznik” (dawne Zakłady Metalowe „Łucznik”).

## Historia
W latach 80. XX wieku podstawowym problemem przedsiębiorstwa Walther był brak w ofercie nowoczesnego pełnowymiarowego pistoletu samopowtarzalnego. Opracowany jeszcze przed wojną P 38 był już konstrukcją przestarzałą, nowy P4 był pistoletem kompaktowym, a opracowany w drugiej połowie lat 80. pistolet P88 z powodu wysokiej ceny okazał się kompletną porażką rynkową.
4 stycznia 1994 roku rozpoczęto prace nad nowym pistoletem samopowtarzalnym. Nowy pistolet był pierwszym od kilkudziesięciu lat pistoletem Walthera z bezkurkowym mechanizmem uderzeniowym. Pierwsza prezentacja prototypu nowego pistoletu oznaczonego jako HLP (Hammerless Pistol – ang. pistolet bezkurkowy) miała miejsce podczas targów IWA w 1995.
Pistolet P99 został wyposażony w oryginalną odmianę mechanizmu spustowego nazwaną przez producenta Anti-Stress. Z wcześniej przeprowadzonych badań wynikało, że w stresie częste są przypadki mimowolnego ściągnięcia spustu o kilka milimetrów, co może spowodować przypadkowe oddanie strzału. Problem ten rozwiązuje zastosowanie spustu o długiej drodze przy pierwszym ściągnięciu (14 mm), ale przy następnych strzałach skraca się ona do 5 mm. Pistolet można nosić bezpiecznie w kaburze z wprowadzonym nabojem do komory nabojowej. Po przeładowaniu broni należy użyć mechanizmu zwalniającego mechanizm spustowo-uderzeniowy w celu spuszczenia iglicy z zaczepu i jednoczesnego wyhamowania iglicy na specjalnym hamulcu. Podczas oddania pierwszego strzału ściąganie spustu powoduje ponowne napięcie sprężyny iglicy, co znacznie zwiększa opór stawiany przez język spustowy. Jeżeli broń jest noszona z pustą komorą nabojową, to po przeładowaniu nie zwalnia się iglicy przyciskiem, ale od razu prowadzi ogień, ściągając język spustowy.
Inną oryginalną cechą P99 było zastosowanie wymiennych paneli tylnej części chwytu pistoletowego, co umożliwiało dostosowanie obwodu chwytu do wielkości dłoni strzelającego.
Produkcja nowego pistoletu została uruchomiona w październiku 1996. Pierwsza wersja miała kaliber 9 mm Parabellum, ale już w styczniu 1997 roku rozpoczęto produkcję wersji kalibru .40 S&W.
W 1997 pojawiły się dwie nowe wersje P99 różniące się konstrukcją mechanizmu spustowego: z mechanizmem spustowym z wyłącznym częściowym samonapinaniem (P99 QA) oraz z mechanizmem spustowym tylko podwójnego działania (P990). W związku z wprowadzeniem tych wersji oznaczenie pierwszej wersji z mechanizmem spustowym SA/DA zmieniono na P99 AS (Anti-Stress).
Nowy pistolet szybko okazał się rynkowym sukcesem. Został przyjęty do uzbrojenia policji w kilku niemieckich krajach związkowych. Od 2001 roku został przyjęty także do uzbrojenia polskiej policji, a jego montaż, a następnie produkcję uruchomiono w Zakładach Mechanicznych „Łucznik” (obecnie Fabryka Broni Radom). Do samego 2013 r. wyprodukowano w Polsce ponad 105.000 P99. Pistolety produkowane w Polsce różnią się technologią wykonania niektórych części, np. lufa kuta jest na zimno.
Na przełomie lat 2003/2004 miała miejsce modernizacja, w wyniku której umieszczoną pod lufą szynę przeznaczoną do montażu akcesoriów skonstruowaną w przedsiębiorstwie Walther zastąpiono nową zgodną ze standardem Picatinny, zwiększono powierzchnię rowkowanej części zamka (ułatwiającą przeładowanie) oraz poprawiono konstrukcję mechanizmu spustowego, co miało poprawić charakterystyki jego pracy. Zmieniono także przyrządy celownicze (z wykonanych z tworzywa sztucznego na metalowe, policjanci skarżyli się, że ulegają one deformacji podczas pracy w terenie).
P99 stał się podstawowym pistoletem służbowym polskiej Policji – w 2012 r. było ich 69.000 sztuk, przy tym w 2013 r. rozstrzygnięto kolejny przetarg na 10.000 sztuk.

## Wersje
- P99 AS – wersja z mechanizmem spustowym SA/DA
- P99 DAO (dawniej oznaczana jako P990) – wersja z mechanizmem uderzeniowo-spustowym DAO
- P99 QA – wersja z mechanizmem spustowym z wyłącznym częściowym samonapinaniem
- P99 C AS – wersja kompaktowa z mechanizmem spustowym SA/DA
- P99 C DAO – wersja kompaktowa z mechanizmem spustowym DAO
- P99 „Rad” – wersja opracowana w Polsce przez Fabrykę Broni „Łucznik”
- P99 P.A.K. – wersja gazowa, zasilana nabojem 9mm P.A. oraz  9mm P.A.K.

## Opis
Walther P99 AS działa na zasadzie krótkiego odrzutu lufy, zamek ryglowany przez przekoszenie lufy w płaszczyźnie pionowej w systemie Browning-Petter. W pistolecie zastosowano mechanizm spustowy z samonapinaniem typu Double Action. Mechanizm uderzeniowy bezkurkowy, ze sprężyną uderzeniową działającą bezpośrednio na iglicę. P99 nie posiada zewnętrznych bezpieczników. Po wystrzeleniu ostatniego naboju zamek zostaje w tylnym położeniu. Do zasilania stosuje się magazynki wymienne pudełkowe, dwurzędowe, z jednopozycyjnym wyprowadzeniem o pojemności 15 lub 16 nabojów. Pistolet posiada stałe przyrządy celownicze oraz wskaźnik napięcia iglicy oraz wskaźnik obecności naboju w komorze nabojowej.

## Wybrane opinie użytkowników
Wskazywany w materiałach marketingowych tak zwany antystresowy mechanizm spustowy bywa określany jako jedna z największych wad pistoletu. Szybkość i celność oddania pierwszego strzału za sprawą 14-mm ruchu języka spustowego przy pierwszym strzale wymaga wysokich umiejętności. Znajdujący się z tyłu zamka wskaźnik napięcia iglicy w praktyce informuje strzelca o oporze języka spustowego podczas oddawania strzału oraz czy można bezpiecznie schować broń do kabury. Wskaźnik obecności naboju w komorze nabojowej, jest umieszczony z prawej strony zamka (stanowi przedłużenie pazura wyciągu) i jest bardzo mało widoczny. Pistolet jest bardzo celny, oksyda broni jest dobrze wykonana i nie jest podatna na korozję czy wycieranie, jednak zabezpieczenie przed korozją magazynków jest złe. Brak bezpiecznika zewnętrznego należy uznać za zaletę broni. Pistolet jest szczególnie ergonomiczny dla osób mających stosunkowo krótkie palce.

## Kontrowersje
Zakup przez polską policję P99 w 2008 r. wzbudził wiele kontrowersji wśród funkcjonariuszy. Wielu z nich wolałoby austriackiego Glocka uznawanego za broń niezawodną, bezpieczną i lepszą niż P99. Ofertę Łucznika wybrano, żeby wspierać polski przemysł. Jednakże P-99 jest dziełem niemieckich a nie polskich inżynierów, chociaż w Fabryce Broni opracowano kilka autorskich zmian. Oprócz policjantów z tej broni w Polsce korzystają także funkcjonariusze pozostałych służb mundurowych – Straży Granicznej, Służby Celno-Skarbowej i Służby Więziennej.
Opinie wśród funkcjonariuszy są podzielone. Użytkownicy P-99 twierdzą, że największą wadą tej broni jest zużywający się mechanizm, tj. zamek z zespołem iglicy. Do nadmiernego zużycia czoła zamka dochodzi podczas oddawania strzałów na sucho, tzn. bez wprowadzonego naboju do komory nabojowej. Po zwolnieniu iglicy nie wyhamowuje ona wtedy na spłonce naboju, ale uderza w czoło zamka, doprowadzając po dłuższej i intensywnej eksploatacji do zmęczenia materiału. Instrukcja użytkowania pistoletu zabrania oddawania strzałów na sucho, a do rutynowego zwalniania napiętej iglicy bez oddawania strzału służy specjalny mechanizm. W 2012 roku w wyniku tej wady doszło do zdarzenia w CSP Legionowo, w którym policjant po strzale został raniony zaślepką iglicy pistoletu wyrzuconą przez gazy prochowe cofające się przez uszkodzony zamek. Po wypadku wszystkie egzemplarze P-99 z polskiej policji zostały poddane kontroli. Producent broni zapewniał, że wady nie wpływają na bezpieczeństwo policjantów czy na użytkowanie przez nich tej broni i nie niesie bezpośredniego dla nich zagrożenia. Kontrola  wykryła 7 tysięcy wadliwych egzemplarzy. Jak podaje Rzeczpospolita, do podobnego zdarzenia doszło także w Zabrzu. We wrześniu 2016 roku, Komendant Główny Policji zdecydował, że wszelkie ćwiczenia z P-99, który jest produkowany w radomskim „Łuczniku” zostały wstrzymane. Pod koniec 2016 roku, na skutek zgłoszenia przez Policję incydentu z udziałem pistoletu P-99 do jakiego doszło w Zabrzu, w Fabryce Broni został powołany zespół mający na celu wyjaśnienie okoliczności sprawy. W tym celu m.in. pozyskano od Policji 8 sztuk pistoletów z rocznika 2005, których numery seryjne były zbliżone do przypadku z Zabrza. W pozyskanych pistoletach zostały zweryfikowane i potwierdzone wymiary elementów składowych broni. Pistolety z 2005 były już poza gwarancją i były częściowo zużyte. W analizowanych pistoletach specjaliści Fabryki Broni wykonali m.in. badania wytrzymałościowo-zmęczeniowe. Po badaniach nie stwierdzono jakichkolwiek wad produkcyjnych lub materiałowych pistoletów. Po ustaleniach z przedstawicielami Policji podjęto decyzję, aby dokonać także prewencyjnej weryfikacji określonych parametrów broni w pistoletach P-99 z rocznika 2005, będących na wyposażeniu Policji w poszczególnych komendach oraz wszystkich pistoletów P-99, bez względu na rok produkcji, będących na stanie szkół policyjnych. Sprawdzeniu poddano niemal 12 tys. sztuk broni, a do szczegółowego przeglądu w siedzibie Fabryki Broni wytypowano 53 sztuki broni z różnych roczników, w szczególności zabrudzonych w stopniu utrudniającym przeprowadzenie jednoznacznych pomiarów.
W wyniku prac zespołu, dla zwiększenia bezpieczeństwa i komfortu użytkowników, dla pistoletów P-99 opracowany został pakiet modernizacyjny w postaci metalowej zaślepki zamka, a dla użytkowników instytucjonalnych dodatkowy sprawdzian do pomiaru zużycia elementów zamka. Metalowa zaślepka ma w założeniu służyć wyłącznie jako dodatkowe zabezpieczenie użytkownika przed skutkami wyeksploatowania broni, lub jej niewłaściwego użytkowania, braku czyszczenia, konserwacji, niestosowanie się do zasad regularnych przeglądów broni. Zaślepka metalowa została przebadana najpierw przez specjalny zespół powołany w Fabryce Broni, przy udziale przedstawicieli Policji, a następnie została przekazana do Wojskowego Instytutu Technicznego Uzbrojenia w Zielonce, jako ośrodka certyfikacji wyrobów broni strzeleckiej, celem jej przebadania na bezpieczeństwo użycia i zabezpieczenia użytkownika w sytuacji uszkodzenia zamka pistoletu. Z badań w WITU uzyskano wynik pozytywny, co potwierdza Certyfikat zgodności Nr Z/27/1/2017PZ.
Z pistoletów do celów szkoleniowych w Policji ponownie zaczęto korzystać na początku 2017 roku, po podpisaniu umowy pomiędzy Policją a Fabryką Broni na zakup metalowych zaślepek.
Jesienią 2016 r. podpisano kolejny kontrakt na dostawę tej broni dla polskiej policji. Nowe egzemplarze mają być wyposażone w metalową zaślepkę zamka, która w przypadku awarii ma stanowić bufor chroniący strzelca. Całkowita wartość modernizacji została określona na 1,024 mln EUR (bez VAT).

## Dane taktyczno-techniczne
| Wersja                 | P99 AS (9 mm)   | P99 QA (9 mm)   | P99 DAO (9 mm)  | P99 AS (.40) | P99 QA (.40) | P99 DAO (.40) | P99 Compact AS  | P99 Compact QA  | P99 Compact DAO |
| ---------------------- | --------------- | --------------- | --------------- | ------------ | ------------ | ------------- | --------------- | --------------- | --------------- |
| Nabój                  | 9x19 Parabellum | 9x19 Parabellum | 9x19 Parabellum | .40 S&W      | .40 S&W      | .40 S&W       | 9x19 Parabellum | 9x19 Parabellum | 9x19 Parabellum |
| Mechanizm spustowy     | SA/DA           | QA              | DAO             | SA/DA        | QA           | DAO           | SA/DA           | QA              | DAO             |
| Siła spustu (kG)       | 2,0/4,0         | 3,8             | 3,8             | 2,0/4,0      | 3,8          | 3,8           | 2,0/4,0         | 3,8             | 3,8             |
| Długość (mm)           | 180             | 180             | 180             | 184          | 184          | 184           | 168             | 168             | 168             |
| Wysokość (mm)          | 135             | 135             | 135             | 135          | 135          | 135           | 110             | 110             | 110             |
| Szerokość (mm)         | 32              | 32              | 32              | 32           | 32           | 32            | 32              | 32              | 32              |
| Długość lufy (mm)      | 102             | 102             | 102             | 106          | 106          | 106           | 90              | 90              | 90              |
| Masa bez magazynka (g) | 605             | 605             | 605             | 655          | 655          | 655           | 530             | 530             | 545             |
| Pojemność magazynka    | 16              | 16              | 16              | 11           | 11           | 11            | 10              | 10              | 10              |